# Пальтау
Пальтау — горная река (сай) в Бостанлыкском районе Ташкентской области Республики Узбекистан. Правый приток Чаткала, в конце весны и в начале лета впадает непосредственно в Чарвакское водохранилище. Пальтау наиболее знаменито археологическими находками в гроте Оби-Рахмат, расположенном на правобережье.

## Описание
Истоки реки расположены на отрогах Коксуйского хребта, в непосредственной близости к государственной границе (с Киргизией). Преимущественное направление течения — на юго-запад. Пальтау впадает в Чаткал в двух километрах выше по течению автомобильного моста, неподалёку от местечка Обирахмат. На склонах ущелья Пальтау располагается посёлок, жители которого ведут натуральное хозяйство. Притоки Пальтау в основном сезонные, маленькие ручьи.
На склонах ущелья располагается смешанный лес, берёзовые рощи, плодово-ягодные деревья, само ущелье устилает ковёр цветов и лекарственных трав. Летом в долине Пальтау и его притоков много грибов.
Наибольший уровень воды — в апреле-мае. Долина Пальтау в нижней и средней части пологая, глиняная. Приблизительно в 4 километрах от устья, река делает крутой изгиб. Здесь, среди скал располагается водопад.
В скалах, расположенных на склонах ущелья Пальтау в 30-40-е годы XX века пробиты геолого-разведывательные штольни. Были найдены месторождения флюорита, разработка которых оказалась нерентабельной.

## Археология
- Грот Оби-Рахмат в долине реки Пальтау был открыт ещё в 1962 году, когда производилась археологическая разведка перед строительством Чарвакского водохранилища. Предполагаемый возраст находки — не менее 50 тыс. лет. При обнаружении памятника в экспонированном состоянии было найдено 500 каменных орудий. В среднепалеолитическом слое найдены нескольких зубов и множество фрагментов черепа мальчика 9—12 лет, похожего на неандертальца и на кроманьонца.
- В 10 км выше устья реки на правом берегу на субгоризонтальной террасовидной площадке на высоте ок. 30 м над уровнем реки обнаружены два пункта с подъёмным археологическим материалом Додекатым-1 и Додекатым-2 (даты 23—21 тыс. л. н. для нижней части слоя 4)[5].

## Туризм
В настоящее время допуск в долину Пальтау возможен только по специальным разрешениям из-за близости к государственной границе.
В советское время, через Пальтау проходили маршруты к рекам Коксу, Кулосья, Харгуш, Иргайлык. Наиболее простым является маршрут в долину Кулосьи.
В верховьях реки находятся перевалы Кунгурбука и Десяти погибших туристов, ведущие в другие притоки Чаткала.